# Liste der denkmalgeschützten Objekte in Peggau
Die Liste der denkmalgeschützten Objekte in Peggau enthält die 17 denkmalgeschützten, unbeweglichen Objekte der Gemeinde Peggau im steirischen Bezirk Graz-Umgebung.

## Denkmäler
| Foto |                 | Denkmal                                                                                | Standort                                    | Beschreibung | Metadaten |
| ---- | --------------- | -------------------------------------------------------------------------------------- | ------------------------------------------- | --- | --- |
| ja   | Datei hochladen | Fellinger Schlössl mit Wirtschaftsgebäuden HERIS-ID: 97038 Objekt-ID: 112738           | Alte Landstraße 14 Standort KG: Peggau      | | BDA-Hist.: Q37769367 Status: Bescheid Stand der BDA-Liste: 2025-06-30 Name: Fellinger Schlössl mit Wirtschaftsgebäuden GstNr.: 259                               |
| ja   | Datei hochladen | Wehranlage (Turmhügel) Badl HERIS-ID: 71393 Objekt-ID: 84571                           | Badl Standort KG: Peggau                    | vermuteter mittelalterlicher Turmhügel im Bereich einer Spornanlage am nördlichen Beginn der Badlwand | BDA-Hist.: Q38127500 Status: Bescheid Stand der BDA-Liste: 2025-06-30 Name: Wehranlage (Turmhügel) Badl GstNr.: 551/2, 363/2                                     |
| ja   | Datei hochladen | Badlwandgalerie HERIS-ID: 46989 Objekt-ID: 49402                                       | bei Brucker Straße 32 Standort KG: Peggau   | Die ehemalige Bahngalerie mit darüberliegender Straße wurde 1842/43 im Zuge der Errichtung der Eisenbahnstrecke Mürzzuschlag – Graz errichtet. Sie ist 400 Meter lang und hat 35 Bogenöffnungen. Es handelt sich um den ältesten Bahnkunstbau dieser Größenordnung in Österreich. | BDA-Hist.: Q799184 Status: Bescheid Stand der BDA-Liste: 2025-06-30 Name: Badlwandgalerie GstNr.: 551/2 Badlwandgalerie                                          |
| ja   | Datei hochladen | Rathaus/Gemeindeamt, ehem. Gasthaus Hochhuber HERIS-ID: 97047 Objekt-ID: 112747        | Grazer Straße 20 Standort KG: Peggau        | | BDA-Hist.: Q37769392 Status: § 2a Stand der BDA-Liste: 2025-06-30 Name: Rathaus/Gemeindeamt, ehem. Gasthaus Hochhuber GstNr.: .24/3                              |
| ja   | Datei hochladen | Kegelbahn mit Pavillon HERIS-ID: 89924 Objekt-ID: 104590                               | bei Unterbergstraße 3a Standort KG: Peggau  | | BDA-Hist.: Q37743586 Status: § 57-Mandatsbescheid Stand der BDA-Liste: 2025-06-30 Name: Kegelbahn mit Pavillon GstNr.: .112                                      |
| ja   | Datei hochladen | Burgruine Peggau HERIS-ID: 46132 Objekt-ID: 47811                                      | Mittereggstraße 1 Standort KG: Peggau       | Die Burgruine liegt östlich des Ortes auf einem nach drei Seiten steil abfallenden Felssporn. Die Burg stand vom 12. Jahrhundert bis 1362 im Besitz der Freien von Peggau, der späteren Grafen von Pfannberg, von 1373 bis 1596 gehörte sie den Grafen von Montfort und ist seit 1652 im Besitz des Stiftes Vorau. Die Burg wurde seit Beginn des 19. Jahrhunderts dem Verfall preisgegeben. Die drei Wohntrakte der Burg befanden sich an der Westseite über der Felswand, der Hauptbau zuoberst mit der 1404 erwähnten Luciakapelle. Von der Burg erhalten sind der hinter den Wohntrakten liegende Bergfried und die Alchimistenküche mit ihrem hohen sechsseitigen und außen pyramidenförmigen Schornstein. | BDA-Hist.: Q1013463 Status: § 2a Stand der BDA-Liste: 2025-06-30 Name: Burgruine Peggau GstNr.: 501/1, .12 Burgruine Peggau                                      |
| ja   | Datei hochladen | Kath. Filialkirche hl. Margaretha HERIS-ID: 51727 Objekt-ID: 57470                     | St. Margarethenstraße 3 Standort KG: Peggau | Die Kirche wurde nach 1389 erbaut, das Langhaus stammt aus dem 15. Jahrhundert. Vor 1724 erfolgte eine Barockisierung. Das Langhaus ist dreijochig mit Netzrippengewölbe auf Schildkonsolen, der Schlussstein trägt das Wappen der Montfort. Der Chor ist einjochig mit 5/8-Schluss und hat ein Kreuzrippengewölbe. Links und rechts des Langhauses ist jeweils eine barocke Kapelle angebaut, die im Inneren mit Fresken von Johann Cyriak Hackhofer aus der Zeit um 1724 ausgestattet sind. Die Ausstattung ist großteils Rokoko und stammt aus den 1760ern. | BDA-Hist.: Q1413345 Status: § 2a Stand der BDA-Liste: 2025-06-30 Name: Kath. Filialkirche hl. Margaretha GstNr.: .64 Filialkirche hl. Margaretha, Peggau         |
| ja   | Datei hochladen | Mesnerhaus HERIS-ID: 96996 Objekt-ID: 112685                                           | St. Margarethenstraße 3 Standort KG: Peggau | | BDA-Hist.: Q37769244 Status: § 2a Stand der BDA-Liste: 2025-06-30 Name: Mesnerhaus GstNr.: .63 Mesnerhaus, Peggau                                                |
| ja   | Datei hochladen | Friedhof und Friedhofskapelle HERIS-ID: 96994 Objekt-ID: 112683                        | St. Margarethenstraße 3 Standort KG: Peggau | Die ehemalige Friedhofskapelle mit Außenkanzel stammt aus der 2. Hälfte des 16. Jahrhunderts und wurde ursprünglich als protestantische Kapelle errichtet. Rechtecksbau mit Zeltdach. | BDA-Hist.: Q56260202 Status: § 2a Stand der BDA-Liste: 2025-06-30 Name: Friedhof und Friedhofskapelle GstNr.: .64, 440/2 Friedhof Peggau                         |
| ja   | Datei hochladen | Evang. Pfarrkirche A.B., Friedenskirche mit Pfarrhaus HERIS-ID: 51726 Objekt-ID: 57469 | St. Margarethenstraße 4 Standort KG: Peggau | Die evangelische Pfarrkirche wurde 1906 von Otto Bartning erbaut. Das Altarwandrelief stammt von Fritz Hartlauer aus dem Jahre 1966, der Turm aus dem Jahre 1967 von Karl Bieber. | BDA-Hist.: Q1456823 Status: § 2a Stand der BDA-Liste: 2025-06-30 Name: Evang. Pfarrkirche A.B., Friedenskirche mit Pfarrhaus GstNr.: .122 Friedenskirche, Peggau |
| ja   | Datei hochladen | Grabstein HERIS-ID: 111418 Objekt-ID: 129251                                           | Tannebenstraße 4 Standort KG: Peggau        | Anmerkung: Bis 2011 war der gesamte Moarhof (Sog. Moarhof (ehem. Meierhof Wohnhaus und Speichergebäude)) unter diesem Eintrag geschützt, mit der zusätzlichen GstNr. 522/3 | BDA-Hist.: Q37824175 Status: Bescheid Stand der BDA-Liste: 2025-06-30 Name: Grabstein GstNr.: .13                                                                |
| ja   | Datei hochladen | Straßenbrücke HERIS-ID: 92186 Objekt-ID: 107086                                        | Standort KG: Peggau                         | Anmerkung: Die Brücke führt über die Mur, die hier Peggau von Deutschfeistritz trennt. | BDA-Hist.: Q37758657 Status: § 2a Stand der BDA-Liste: 2025-06-30 Name: Straßenbrücke GstNr.: 548/1, 556                                                         |
| ja   | Datei hochladen | Ferdinandskapelle (Gedächtniskapelle) HERIS-ID: 97035 Objekt-ID: 112735                | Standort KG: Peggau                         | Die Ferdinandskapelle, auch Badlkapelle, wurde zur Erinnerung an die 41 bei der Errichtung der Badlwandgalerie tödlich verunglückten Arbeiter, die vorwiegend aus Böhmen, Mähren und Italien stammten, im Jahre 1847 vom Bauunternehmer der Galerie, Felix Tallachini, errichtet. Der im neuklassizistischen Stil gebaute Steinbau zeigt am Altar ein Ölbild des hl. Ferdinands, zu Ehren des damaligen Kaisers Ferdinand. Die Kapelle wurde 1967 vom Eigentümer ÖBB restauriert. | BDA-Hist.: Q1406109 Status: § 2a Stand der BDA-Liste: 2025-06-30 Name: Ferdinandskapelle (Gedächtniskapelle) GstNr.: .81 Ferdinandskapelle                       |
| ja   | Datei hochladen | Ehem. Postmeilenstein HERIS-ID: 97037 Objekt-ID: 112737                                | Standort KG: Peggau                         | Der Postmeilenstein aus dem zweiten Viertel des 19. Jahrhunderts (1837) zeigt die Entfernung nach Wien, Graz und Triest an. | BDA-Hist.: Q37769354 Status: § 2a Stand der BDA-Liste: 2025-06-30 Name: Ehem. Postmeilenstein GstNr.: 551/2 Ehemaliger Postmeilenstein, Peggau                   |
| ja   | Datei hochladen | Murbrücke HERIS-ID: 60255 Objekt-ID: 72425                                             | Standort KG: Peggau                         | Anmerkung: Die Eisenbahnbrücke führt über die Mur, die hier Peggau von Deutschfeistritz trennt. | BDA-Hist.: Q38091259 Status: Bescheid Stand der BDA-Liste: 2025-06-30 Name: Murbrücke GstNr.: 548/1, 551/1                                                       |
| ja   | Datei hochladen | Altweg (Römerweg) oberhalb der Badlgalerie HERIS-ID: 71399 Objekt-ID: 84580            | Standort KG: Peggau                         | Ein Stück erhaltener Trasse der Straße, die im Murtal von Flavia Solva nach Poedicum und Stiriate führte. Ein verkehrstechnischer Zusammenhang mit der naheliegenden Römerbrücke in der Gemeinde Frohnleiten ist naheliegend. | BDA-Hist.: Q38127522 Status: Bescheid Stand der BDA-Liste: 2025-06-30 Name: Altweg (Römerweg) oberhalb der Badlgalerie GstNr.: 545/1, 551/2                      |
| BW   | Datei hochladen | Frühmittelalterliches Gräberfeld Hinterberg HERIS-ID: 37357 Objekt-ID: 36471           | Ulmenweg 2 Standort KG: Peggau              | Gräberfeld Anmerkung: exakte Lage noch zu definieren, Grundstücksangaben oben laut BDA, aber 186/1, 186/5, 186/6, 186/9, 186/10, 186/11, 186/12 lt. GIS Stmk | BDA-Hist.: Q37975199 Status: Bescheid Stand der BDA-Liste: 2025-06-30 Name: Frühmittelalterliches Gräberfeld Hinterberg GstNr.: 186/5, 186/6                     |